# Maria Schuster
Maria Christina Schuster (* 5. Dezember 1968 in Hermannstadt, Rumänien) ist eine deutsche Schauspielerin und Musikerin.

## Leben
Maria Schuster wuchs in Siebenbürgen auf. Im Alter von zwölf Jahren kam sie mit ihrer Familie nach Bayern, später nach Baden-Württemberg.
Von 1987 bis 1989 absolvierte sie eine private Schauspielausbildung bei Gabi Oetterer (Freiburger Stadttheater). Außerdem erhielt sie zwei Jahre Gesangsunterricht an einer Musikschule.
Von 2003 bis 2008 war sie, u. a. mit Alexa Maria Surholt, Cay Helmich und Ilona Schulz als Partnerinnen, in der Rolle der „Patchwork-Mutter“ Robin mit der satirischen Komödie Traumfrau Mutter (Regie: Ingolf Lück), der deutschsprachigen Adaption eines Erfolgsstücks, das in Kanada uraufgeführt wurde, auf Tournee. Ab 2009 verkörperte sie, aufgrund des großen Erfolgs, in der Nachfolgeproduktion Traumfrau Mutter – reloaded erneut diese Rolle und gastierte mit der Produktion u. a. im Hamburger St. Pauli Theater und an der Komödie am Kurfürstendamm auftrat. Im November 2014 trat sie mit der Produktion bei einem Gastspiel in St. Ingbert auf.
Seit Anfang der 1990er-Jahre stand sie für viele Kino- und TV-Produktionen vor der Kamera. In der Filmbiografie Beyond the Sea – Musik war sein Leben (2004) drehte sie mit Kevin Spacey, der sie in einem Berliner Hotel selbst für die kleine Rolle des Dates des Sängers Bobby Darin engagierte, nachdem sie sich zunächst für eine andere Rolle in dem Film beworben hatte. Mit Two funny (Sat1) war sie für den Deutschen Comedypreis 2008 nominiert. Der österreichische Kinofilm Kleine Fische gewann 2009 den Publikumspreis der Diagonale. Der Film Swans, in dem sie die weibliche Hauptrolle spielte, lief 2011 auf der Berlinale.
In der RTL-Fernsehserie Hinter Gittern – Der Frauenknast hatte sie von 1999 bis 2002 eine durchgehende Serienrolle als drogensüchtige, lesbische Vera Eichholz, die mehrfach versucht, die von Katy Karrenbauer gespielte Christine Walter umzubringen. In der 3. Staffel der ZDF-Krimiserie SOKO Wismar (2007) übernahm sie eine der Episodenhauptrollen als tatverdächtige Ärztin Dr. Antje Peters. Außerdem hatte sie Gastauftritte in zahlreichen weiteren TV-Serien. In dem Fernsehfilm Willkommen bei den Honeckers (2017) spielte sie mit Partnern wie Maximilian Meyer-Bretschneider und Mišel Matičević.
Neben der Schauspielerei ist Maria Schuster als Musikerin und Sängerin in verschiedenen Bands und Formationen aktiv. Viele Jahre ging sie mit ihrer Band „Schön blond“ auf Tour. Ende 2001 gründete sie gemeinsam mit ihren Hinter Gittern-Kolleginnen Sigrid Schnückel, Katrein Frenzel und Edina Robinson die Band „Jailbabes“, die 2002 die Goldene Stimmgabel für ihre CD bekam. 2012 erschien ihr Album mit ihrer neuen Frauenband „Eine Tochter“. Ab 2016 trat Schuster als Sängerin des Gypsy-Punk-Trios „Pink Parte“ auf.
Maria Schuster ist Mutter einer Tochter, die sie viele Jahre allein großzog. Sie lebt in Berlin.

## Filmografie (Auswahl)
- 1994: Mein lieber Mann (Kinofilm)
- 1999–2002: Hinter Gittern – Der Frauenknast (Fernsehserie, Serienrolle)
- 2003: Großstadtrevier: Motorrad-Gottesdienst (Fernsehserie, eine Folge)
- 2003: Wolffs Revier: Der dritte Mann (Fernsehserie, eine Folge)
- 2004: Beyond the Sea – Musik war sein Leben (Kinofilm)
- 2005: Antikörper (Kinofilm)
- 2005; 2007: SOKO Wismar (Fernsehserie, zwei Folgen)
- 2006: Da kommt Kalle: Schwein gehabt (Fernsehserie, eine Folge)
- 2007: Two Funny
- 2009: Kleine Fische (Kinofilm)
- 2011: Swans
- 2011: Inklusion – gemeinsam anders (Fernsehfilm)
- 2014: Letzte Spur Berlin: Schattenengel (Fernsehserie, eine Folge)
- 2017: Willkommen bei den Honeckers (Fernsehfilm)
- 2017: Ein starkes Team: Adela (Fernsehserie, eine Folge)
- 2018: Jenny – echt gerecht: Wahrheit oder Knast (Fernsehserie, eine Folge)